# Ћирилички споменици Гламочког поља (књига)
Ћирилички споменици Гламочког поља: пола миленијума ћириличке писмености Гламоча је стручна монографија  Горана Комара (1962) и Синише Шолака, објављена 2017. године у издању "Међународног удружења научних радника - AIS" из Бања Луке.
Године 2019. објављено је друго допуњено двојезично издање монографије под називом Ћирилички споменици Гламочког поља: пола миленијума ћириличке писмености Гламоча (енгл. Cyrillic Monuments of the Glamoč Plateau: Half a Millenium of Cyrillic Literacy in Glamoč). Монографију су објавили заједно "Филолошки факултет" и "Завичајно удружење Гламочко коло" из Бања Луке. 

## О ауторима
- Горан Комар рођен је у Сарајеву 1962. године од оца Жарка који је био познати педијатар и мајке Браниславе учитељице. Школовао се у Новом Саду, специјалистичке студије завршио у Београду.[4]Комар истражује збирке старијих ћириличких докумената из фондова Државног архива Црне Горе, Државног архива Дубровник, Архива Српске православне цркве и приватних колекција; изучава ћириличне натписе на гробним споменицима источне Херцеговине.[5]
- Синиша Шолак је рођен у Гламочу. У Бања Луци је дипломирао географију и туризам на ПМФ-у, а постдипломске студије из Просторног планирања завршио на Географском факултету у Београду. Написао је неколико значајних научних и стручних радова.[6]

## О књизи
Циљ ове књиге је био да се прилкаже ћириличко епитграфско наслеђе Гламоча јер тај простор обилује материјалним доказима о више миленијумском континуитету људске насељености, богат је хришћанским епиграфским насљеђем који досеже вековима у прошлост, и на крају Гламоч се налази на западној демаркационој зони до које се јавља стећак.Гламоч је једна од најбогатијих области старим ћириличким натписима у камену, и књига представља једну од најбогатијих монографија о ћириличним натписима тог краја.
Књига говори о ћириличној писмености на подручју Гламочког поља уназад 500 година и уједно показује континуитет трајања ћирилице као и континуитет трајања српског народа.
Књига доноси сведочанство о прохујалом времену, прошлим животима, људима који су живели на простору Гламоча. Хумке и камени који су остали иза њих сведоче о њиховом личном постојању, колективном постојању српског народа, православља и ћирилице.
Монографија је богата бројним фотографијама чији су аутори Горан Комар и Синиша Шолак.
Аутори су монографију започели са приказом најстаријег натписа у Старом Селу на православном гробљу који потиче из 15. века. Гробмна плоча припада породици Милутина Маројевића и у литератури се помиње као „Натпис из Царевца“.
Током 18. века настао је велики број натписа из гробаља Гламоча, ипак, највећи број натписа у Гламочу припада 19. и 20. веку и они су сви ћирилички. На овим просторима постоји више од 100 православних гробаља са масивним и високим надгробним крстовима који чувају ћириличне натписе.